# Fefe Dobson (album)
Fefe Dobson è l'album di debutto della cantante canadese Fefe Dobson, pubblicato il 9 dicembre 2003 dalla Island Records.

## Il disco
L'album doveva inizialmente fare della cantante una grande pop star, e per questo lasciò la Jive Records. A questo punto la cantante si mise a lavorare con Jay Levine e il manager di Nelly Furtado, Chris Smith, che le programmò diverse esibizioni in varie case discografiche. Grazie al brano Stupid Little Love Song la Island decise di assumerla.
La cantante scrisse la maggior parte dei brani del disco, insieme a Jay Levine, ispirandosi a Kurt Cobain, Judy Garland, Coldplay, Jeff Buckley e The Vines.

## Tracce
Edizione standard
1. Stupid Little Love Song – 3:19 (testo: Fefe Dobson, Jay Levine, James Bryan McCollum)
2. Bye Bye Boyfriend – 4:14 (testo: Dobson, Levine, McCollum)
3. Take Me Away – 3:29 (testo: Dobson, Levine)
4. Everything – 4:11 (testo: Dobson, Levine, McCollum)
5. Rock It 'Til You Drop It – 4:05 (testo: Dobson, Levine)
6. Revolution Song – 3:51 (testo: Dobson, Levine, McCollum)
7. Kiss Me Fool – 4:00 (testo: Dobson, Levine, McCollum)
8. Unforgiven – 4:09 (testo: Dobson, Levine)
9. We Went For a Ride – 3:42 (testo: Dobson, Levine, McCollum)
10. Give It Up – 3:36 (testo: Dobson, Levine, McCollum)
11. Julia – 4:03 (testo: Dobson, Levine)
12. 8x10 – 4:09 (testo: Dobson, Levine, McCollum)
13. Rainbow (Hidden Track) – 2:30 (testo: Dobson, Levine)

UK Bonus Track
1. Rainbow – 2:30 (testo: Fefe Dobson, Jay Levine)
2. Don't Let Me Fall – 3:55 (testo: Dobson, Levine)

Ristampa 2004
1. Don't Go (Girls and Boys) – 3:18 (testo: Fefe Dobson, Jay Levine)
2. Rainbow – 2:30 (testo: Dobson, Levine)

## Crediti
Da AllMusic:
- Jonathan Benedict - A&R
- Kirk Broadbridge - Chitarra
- Shanna Busman - direzione artistica
- Steve Chahley - assistente tecnico
- Lenny DeRose - mix
- Katrina Dickson - fotografia
- Fefe Dobson - compositore, artista primario, arrangiamenti musicali
- Jeff Fenster - A&R
- Andrew Hollander - pianoforte, arrangiamento d'archi
- Dan Kanter - chitarra
- Jennifer Goble Klein - assistente tecnico
- J. Levine - compositore
- Jaclyn Levine - strumenti
- Jay Levine - produttore

- Tom Lord-Alge - mix
- James McCollum - compositore
- James Bryan McCollum - compositore, chitarra, chitarra classica, strumenti, orchestra, pianoforte, produttore, arrangiamento d'archi
- Darrel Moen - arrangiamento vocale
- Phil Mucci - fotografia
- James Murray - strumenti, mix
- Rick Patrick - direttore creativo
- Patrick "Plain Pat" Reynolds - A&R
- David Schiffman - tecnico
- Zak Soulam - chitarra
- Tone-Loc - rap
- Andy West - direttore artistico
- Nir Z. - percussioni, batteria

## Classifiche
| Classifica (2003) | Posizione massima |
| ----------------- | ----------------- |
| Canada            | 26                |
| Stati Uniti       | 67                |